# Руслана Лижичко
Руслана Лижичко (на украински: Руслана Степанівна Лижичко), известна и само като Руслана, е украинска певица, танцьорка, композиторка, диригентка, пианистка и музикална продуцентка.
Печелила е награда от Световните музикални награди (Word Music Awards), победителка е в конкурса за песен Евровизия 2004. Тя сама пише текстовете и музиката си, сама продуцира песните и видеоклиповете си.

## Биография
Родена е в Лвов на 24 май 1973 г. Като дете пее в групата „Орион“, после в детския ансамбъл „Усмивка“ („Усмішка“). Завършва музикално училище и следва в диригентския факултет на Лвовската консерватория. Тя е професионална пианистка.
През 1993 г. Руслана Лижичко и Александър Ксенофонтов основават рекламното студио „Люксен“ и гласът на Руслана озвучава радиореклами, сред които на фирмите „Орифлейм“ и „Кока-Кола“. На 28 декември 1995 г. двамата се оженват. През следващите години тя печели музикални конкурси в Украйна и участва в редица музикални проекта.

## Музикална кариера
Руслана Лижичко започва музикалната си кариера през 1996 г. след спечелването на песенния конкурс „Славянски базар“ във Витебск, Беларус. Същата година тя е сред номинираните за „Певец на годината за 1996 г.“ в първото всеукраинско шоу „Личност на годината“, а видеото „Дзвинкий витер“ печели наградата за най-добро видео на годината в телевизионния фестивал „Златна ера“.
През следващата година Руслана Лижичко работи върху „Коледа с Руслана“ – първия всеукраински коледен проект в Лвов, включвайки „Балада за принцесата“, който е първият анимиран музикален видеоклип в Украйна.
През 1998 г. Руслана издава първия си албум „Мить весни“, който има значителен успех в Украйна. Още по-голяма популярност през същата година ѝ носи песента „Свитанок“ и албумът „Мить весни. Дзвінкий вітер“. „Свитанок“ е първият по рода си видеоклип в Украйна. Песента е номинирана за „Песен на годината“, а видеото става „Най-добър видеоклип на годината“.
През 1999 г. Руслана участва в коледния мюзикъл „Последната Коледа на 90-те“ (Останнє Різдво 90-х), който печели наградата „Филм на годината“ в Украйна. Украинската национална телевизия я избира за „Личност на годината 2000“. С видеоклипа „Знаю я“, който разказва за старата украинска народност гуцули, Руслана поставя нови стандарти в заснемането на музикални видеоклипове.

## Проектът „Wild Dances“
Бащата на Руслана е от Западна Украйна и произхожда от гуцулите – древни заселници на Карпатите. Те имат уникална култура и богата история, които вдъхновяват Руслана да създаде песента и албума „Wild Dances“. Стилът на „Wild Dances“ комбинира въздействащия звук на карпатските етно-барабани и подобното на тромпет звучене на трембита – древния музикален инструмент, с модерни ритми.
През 2003 г. певицата издава албума „Дикi танцi“, който 3 пъти става платинен албум в Украйна, с над 300 000 продадени броя.
През 2004 г. е издадена „Wild Dances“ – английската версия на албума. „Wild dances“ е първоначално замислена като част от албума „Дикi танцi“, но поради големия брой песни тя се появява в следващия албум, който включва английски версии на някои от вече излезлите в „Дикi танцi“ песни („Wild Dances“, „The Same Star“, „Play for Me“, „Musician“), няколко оригинални украински парчета от предходния албум („Kolomyika“, „Arcan“, „Hutsul Girl“), ремикси на „Wild Dances“, „Play for Me“ и „Musician“, както и много нови парчета. В едноименната песен са използвани мотиви от фолклора на гуцулите (украинска етнографска група в Карпатите). По-късно парчето е използвано като саундтрак към играта Grand Theft Auto 4. Същата година тя издава 2 сингъла – „Wild Dances“ и „Dance with the Wolves“.

## Евровизия
2004 г.
Чрез вътрешна селекция Руслана е избрана да представи Украйна на конкурса за песен Евровизия 2004 в Истанбул, Турция. Тя изпява песента си „Wild Dances“, чиито текст и музика пише сама с помощта на нейния съпруг и продуцент Александър Ксенофонтов. Песента спечелва първо място с 280 точки. На 15 ноември 2004 г. е първото посещение на Руслана в България след победата ѝ в „Евровизия“. Тя е гост в „Шоуто на Слави“, където изпълнява „Wild Dances“ и „Dance With The Wolves“. На следващия ден 16 ноември албумът „Wild Dances“ излиза на българския пазар.
2005 г.
Руслана открива Евровизия 2005 с песента си „Heart On Fire“, която е включена в най-новия ѝ албум „Wild Energy“. В паузата, определена за гласуване, тя изпълнява и „The Same Star“. През 2005 излиза сингълът „The Same Star“, както и албумът „Wild Club'in“, съдържащ само ремикси на вече издадени песни.
2006 г.
На следващата година в германското телевизионно шоу „Grand Prix Hitliste“ нейната „Wild Dances“ се класира пред известни песни като „Waterloo“ на АББА, а германските зрители я наричат „Най-доброто от Евровизия“. Шоуто е гледано от около приблизително 6 млн. души в Германия. През 2006 г. Руслана издава сингъла „Wild Energy“, замислен като съвместен проект с книгата „Дива енергия“ на украинците Сергей и Марина Дяченко.
2008 г.
Руслана е гост на националния финал за песен за Евровизия на Азербайджан, където за първи път представи новото си шоу „Wild Energy“. По-късно същата година, на 23 февруари, тя пее и на българския национален финал, изпълнявайки 4 песни от бъдещия си албум. Това е 5-а визита на Руслана в България след победата ѝ на Евровизия 4 години по-рано.

## Проект „Wild Energy“
„Wild Energy“ е съвместен проект с книгата „Дива енергия“ на украинците Сергей и Марина Дяченко. Тя разказва за град от бъдещето, в който хората страдат от липса на енергия. Енергийната криза е по-страшна от криза за нефт и газ, защото хората страдат не от недостиг на природни ресурси, а от липса на желание за живот. Главната героиня, Лана (Руслана) тръгва да търси дивата енергия-енергиятя на живота, която ще я спаси от синтетичното съществуване. Тя разбира, че така търсеното от нея се намира не на друго място, а в самото сърце на всеки човек. „Wild Energy“ е мащабен проект, който обединява литература, музика и социални проблеми в едно грандиозно шоу. Изпълненията на Руслана са атрактивни и динамични-в концертите си на живо тя включва епизоди от романа, на който са базирани много от песните ѝ. Книгата излиза на украински, руски и полски, а Руслана заснема и видеоклип на родния си език към едноименната песен.
През 2008 излиза албумът „Амазонка“, в който са включени 10 песни и е пуснат на пазара в Украйна, Словакия и Чехия. Англоезичната му версия „Wild Energy“, е в музикалните магазини в Канада от 2 септември 2008 г. Той съдържа 12 песни, сред които английските версии на песните от „Амазонка“, с изключение на „Вогон чi лид“ („Огън или лед“), както няколко нови парчета. „Wild Energy“ излиза в Европа на 10 октомври 2008 г., а през ноември и в Китай.
На 11 декември 2008 г. Лижичко пристигна в България, за да представи най-новото парче от албума си „Wild Energy“. Представя я в дует с българския телевизионен водещ Слави Трифонов с участието на „Мистерията на българските гласове“. Тя е първото парче в българското издание на новия албум на Руслана, който трябва да излезе в България през декември същата 2008 година.

## Политическа дейност
През есента на 2004 г. активно участва в политическите прояви в Украйна, познати като Оранжевата революция. Обявява се в подкрепа на Виктор Юшченко по време на президентските избори. Член е на украинския парламент от партията „Наша Украйна“ от пролетта на 2006 до лятото на 2007 г.

## Обществена дейност
Посланик на добра воля на УНИЦЕФ в Украйна през 2004 – 2005 г., участва в борбата срещу трафика на хора. Заснема 2 видеоклипа с цел да насочи вниманието на потенциалните жертви към съществуващия проблем. През февруари 2008 г. пее пред 117 международни делегации на среща относно трафика на хора, организирана от The United Nations Global Initiative to Fight Human Trafficking (UNGIFT) във Виена, Австрия. Песента ѝ „Not For Sale“ се превръща в химн на Организацията за борба срещу трафика на хора.
В рамките на Eвровизия 2005 в Киев Руслана Лижичко изнася благотворителен концерт в помощ на децата, страдащи от последствията на трагедията в Чернобил. За друго благотворително събитие Руслана обединява усилия с германската рок-звезда Питър Мафи. През април-май 2007 г. те, заедно с артисти от още 14 страни, отиват на 14-седмично турне в Германия. Събраните средства са дарени на деца в нужда.
Чрез проекта си „Wild Energy“ Руслана насърчава използването на възобновяващи се ресурси. Счита енергията на слънцето, водата и вятъра за „енергийна независимост“. Проектът постепенно получава по-голямо значение – певицата да напомня на хората за опасността от глобално затопляне.
След като големи региони в Западна Украйна пострадват от наводнения през юли 2008 г., Руслана основава център за подпомагане „Carpathians. Flood. SOS! 2008“. Целта на центъра е спешно да осигури хуманитарни помощи, да събере и раздаде дарения от народа и други украински артисти и спортисти на жертвите на наводненията.

## Дискография

### Албуми на украински
- 1998: „Мит Весни – Дзвинкий Витер“
- 2001: „Найкраще“
- 2003: „Дикi танцi“
- 2008: „Aмазонка“

### Албуми на английски
- 2004: „Wild Dances: Welcome To My Wild World“
- 2008: „Wild Energy“

### Сингли
- „Дикі танці“ (2004)
- „Dance with the wolves“ (2004)
- „The Same Star“ (2005)
- „Дика енергія“ (2006)

### DVD
В края на 2008 г. излиза диск, съдържащ всички официални видеоклипове на Руслана. За сега е на пазара само в Украйна. Достъпен е и по интернет.

## Награди и номинации
| Година | Събитие                          | Награда                                                        | Резултат |
| ------ | -------------------------------- | -------------------------------------------------------------- | -------- |
| 2004   | Евровизия                        | 1-во място „Wild Dances“                                       | печели   |
| 2004   | Световни музикални награди       | Украински артист с най-много продадени албуми „Wild Dances“    | печели   |
| 2004   | MAD TV видео награди             | Най-добър международен видеоклип „Wild Dances“                 | печели   |
| 2004   | Награди ARIWN                    | Най-много международно продадени копия на сингъл „Wild Dances“ | печели   |
| 2005   | Румънски награди „Най-харесван“  | Най-харесвана певица                                           | печели   |
| 2007   | Европейски MTV Музикални награди | Най-добър изпълнител или група от Украйна                      | печели   |

## Видеоклипове
- „Tы“ (1998)
- „Мит Весни-Дзвинкий Витер“ (1998)
- „Свитанок“ (1998)
- „Балада про принцесу“ (1998)
- „Kолискова“ (1998)
- „Знаю я“ (2000)
- „Прощаня з диско“ (2001)
- „Добрий вечiр тобi...“ (2002)
- „Kоломийка“ (2003)
- „Ой заграймы музиченко“ (2003)
- „Wild Dances“ (2004)
- „Dance with the Wolves“ (2004)
- „Dance with the Wolves